# Egi Kazuyuki

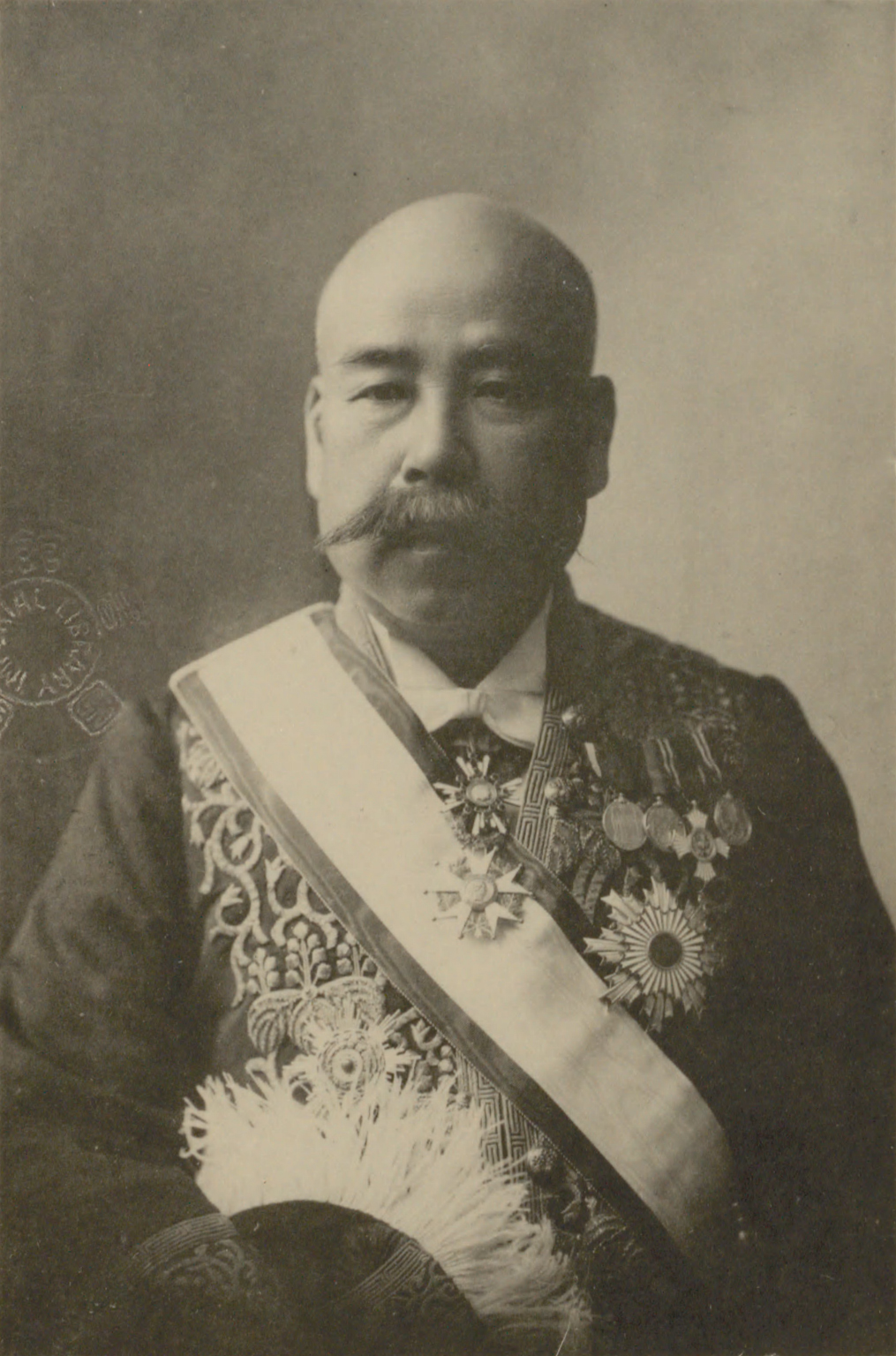
Egi Kazuyuki

Egi Kazuyuki (jap. 江木千之; * 21. Mai 1853 in der Provinz Suō; † 23. August 1932) war ein Staatsmann im Kaiserreich Japan, der unter anderem zwischen 1897 und 1898 Gouverneur von Aichi, von 1898 bis 1903 Gouverneur von Hiroshima sowie 1924 im Kabinett Kiyoura für einige Monate Bildungsminister war.

## Leben
Egi Kazuyuki, Sohn eines Samurai aus dem Iwakuni-Clan, besuchte die Englische Schule in Osaka und begann danach ein Studium an der Landwirtschaftsschule Sapporo sowie an der Süd-Hochschule (Daigaku Nankō). Danach wechselte er zur Kōgakuryō, der Ingenieurwissenschaftlichen Schule des Ministeriums für öffentliche Arbeiten (Kōbu-shō), die er 1874 jedoch wegen Krankheit verlassen musste. Danach wechselte er ins Bildungsministerium (Mombu-shō) und war zunächst Lehrer an der Kaisei Akademie im Tokioter Stadtbezirk Arakawa. Später wurde er Inspektor im Bildungsministerium und 1890 Rat (sanjikan), ehe er 1891 zum Generaldirektor der Abteilung für Allgemeine Schulangelegenheiten im Bildungsministerium wurde. 1892 wechselte er ins Innenministerium (Naimu-shō) und wurde Exekutivsekretär von Innenminister Inoue Kaoru sowie zugleich Sekretär des Innenministeriums. Danach war Generaldirektor der Abteilung für Präfekturangelegenheiten des Innenministeriums sowie vom 6. Februar 1896 bis 7. April 1897 Gouverneur der Präfektur Ibaraki, ehe er zwischen dem 7. April und dem 13. November 1897 Gouverneur der Präfektur Kumamoto war. Danach fungierte er vom 13. November 1897 bis zum 28. Dezember 1898 als Gouverneur von Aichi sowie anschließend vom 28. Dezember 1898 bis zum 29. Juni 1903 als Gouverneur von Hiroshima. Daraufhin bekleidete er vom 29. Juni 1903 bis zum 11. Januar 1907 abermals als Gouverneur der Präfektur Kumamoto.
Darüber hinaus wurde Egi Kazuyuki am 22. August 1904 auch Mitglied des Herrenhauses (Kizokuin), des Oberhauses des Reichstages (Teikoku-gikai), und gehörte diesem bis zum 3. Juli 1924 an. Am 7. Januar 1924 übernahm er im Kabinett Kiyoura das Amt des Bildungsministers und hatte dieses bis zum 11. Juni 1924 inne. Er war maßgeblich an der Reform des Bildungswesens in der Taishō-Zeit beteiligt. Nach dem Rücktritt des Kabinetts und seinem Ausscheiden aus der Regierung wurde er am 28. Juni 1924 Mitglied des Geheimen Kronrates (Sūmitsu-in) und gehörte diesem Beratungsgremium des Tennō bis zu seinem Tode am 23. August 1932 an. Er engagierte sich zudem im Vorstand des Japanischen Roten Kreuzes, der Vereinigung zur Unterstützung der japanischen Polizei (Keisatsu Kyokai) sowie als Präsident der Kokugakuin-Universität. Sein Adoptivsohn war der Politiker Egi Tasuku, der Minister in mehreren Regierungen war.